# Tour d'Espagne 1948
La huitième édition du Tour d'Espagne s'est déroulée entre le 13 juin et le 4 juillet 1948 et était composée de 20 étapes pour un total de 3 990 kilomètres. Le départ et l'arrivée étaient fixés à Madrid.
Sur 54 participants, 26 allèrent au terme de la course. Cette édition fut le cadre d'un duel entre Bernardo Ruiz et Dalmacio Langarica. Ce dernier attaqua plus de vingt fois durant la dernière semaine. Une chute lors de l'étape menant à Orense l'écarta cependant du podium. Ruiz remporta également le classement de la montagne.

## Équipes participantes
- Bicicletas Cil
- Hojas Afeitar Iberia
- Pedal Notario
- Agris Radio
- Insecticidas Zz
- Veloz Sport Balear
- Casa Galindo
- Udsans-Portaminas Alas Color
- Digame
- Bicicletas Gaitan
- Indépendants

## Classement général
| \| 1. \| Bernardo Ruiz \| Espagne \| en \| 155 h 06 min 30 s \| \| \| 2. \| Emilio Rodríguez \| Espagne \| + \| 9 min 07 s \| \| \| 3. \| Bernardo Capó \| Espagne \| + \| 20 min 45 s \| \| \| 4. \| Dalmacio Langarica \| Espagne \| + \| 22 min 19 s \| \| \| 5. \| Senén Mesa \| Espagne \| + \| 24 min 57 s \| \| \| 6. \| Manuel Costa \| Espagne \| + \| 25 min 52 s \| \| \| 7. \| Manuel Rodríguez \| Espagne \| + \| 33 min 25 s \| \| \| 8. \| José Pérez Llácer \| Espagne \| + \| 39 min 37 s \| \| \| 9. \| Miguel Gual \| Espagne \| + \| 43 min 35 s \| \| \| 10. \| Antoine Giauna \| France \| + \| 1 h 07 min 38 s \| \| |                    |         |    |                   |  |
| 1. | Bernardo Ruiz      | Espagne | en | 155 h 06 min 30 s |  |
| 2. | Emilio Rodríguez   | Espagne | +  | 9 min 07 s        |  |
| 3. | Bernardo Capó      | Espagne | +  | 20 min 45 s       |  |
| 4. | Dalmacio Langarica | Espagne | +  | 22 min 19 s       |  |
| 5. | Senén Mesa         | Espagne | +  | 24 min 57 s       |  |
| 6. | Manuel Costa       | Espagne | +  | 25 min 52 s       |  |
| 7. | Manuel Rodríguez   | Espagne | +  | 33 min 25 s       |  |
| 8. | José Pérez Llácer  | Espagne | +  | 39 min 37 s       |  |
| 9. | Miguel Gual        | Espagne | +  | 43 min 35 s       |  |
| 10. | Antoine Giauna     | France  | +  | 1 h 07 min 38 s   |  |

## Étapes
| N°   | Date        | Villes étapes               | km       | Vainqueur d'étape               | Leader du général               |
| 1rea | 13 juin     | Madrid                      | 14 (CLM) | Bernardo Ruiz/Julián Berrendero | Bernardo Ruiz/Julián Berrendero |
| 1reb | 13 juin     | Madrid - Valdepeñas         | 198      | Frans Gielen                    | Frans Gielen                    |
| 2e   | 14 juin     | Valdepeñas - Grenade        | 232      | Dalmacio Langarica              | Dalmacio Langarica              |
| 3e   | 15 juin     | Grenade - Murcie            | 285      | Bernardo Ruiz                   | Bernardo Ruiz                   |
| 4e   | 16 juin     | Murcie - Alicante           | 230      | Roberto Vercellone              | Bernardo Ruiz                   |
| 5e   | 17 juin     | Alicante - Valence          | 163      | Dalmacio Langarica              | Dalmacio Langarica              |
| 6e   | 19 juin     | Valence - Tortosa           | 201      | José Pérez Llácer               | Dalmacio Langarica              |
| 7e   | 20 juin     | Tortosa - Barcelone         | 209      | Senén Mesa                      | Dalmacio Langarica              |
| 8e   | 21 juin     | Barcelone - Lérida          | 203      | Miguel Gual                     | Dalmacio Langarica              |
| 9e   | 22 juin     | Lérida - Saragosse          | 144      | Jean Lesage                     | Dalmacio Langarica              |
| 10e  | 23 juin     | Saragosse - Saint-Sébastien | 276      | Dalmacio Langarica              | Dalmacio Langarica              |
| 11e  | 25 juin     | Saint-Sébastien - Bilbao    | 259      | Bernardo Ruiz                   | Bernardo Ruiz                   |
| 12e  | 26 juin     | Bilbao - Santander          | 212      | Senén Mesa                      | Bernardo Ruiz                   |
| 13e  | 27 juin     | Santander - Gijón           | 225      | Senén Mesa                      | Bernardo Ruiz                   |
| 14e  | 28 juin     | Gijón - Ribadeo             | 200      | Jean Lesage                     | Bernardo Ruiz                   |
| 15e  | 29 juin     | Ribadeo - La Corogne        | 156      | Miguel Gual                     | Bernardo Ruiz                   |
| 16e  | 1er juillet | La Corogne - Orense         | 156      | Miguel Gual                     | Bernardo Ruiz                   |
| 17e  | 2 juillet   | Orense - León               | 276      | Jean Lesage                     | Bernardo Ruiz                   |
| 18e  | 3 juillet   | León - Ségovie              | 269      | Miguel Gual                     | Bernardo Ruiz                   |
| 19e  | 4 juillet   | Ségovie - Madrid            | 100      | Victorio Ruiz                   | Bernardo Ruiz                   |

## Classement annexe
| \| 1. \| Bernardo Ruiz \| Espagne \| 28 points \| \| 2. \| Dalmacio Langarica \| Espagne \| 24 points \| \| 3. \| Víctor Ruiz \| Espagne \| 16 points \| |                    |         |           |
| 1. | Bernardo Ruiz      | Espagne | 28 points |
| 2. | Dalmacio Langarica | Espagne | 24 points |
| 3. | Víctor Ruiz        | Espagne | 16 points |

## Liste des coureurs
| Bicicletas Cil | Hojas Afeitar Iberia | Pedal Notario |
| - 1 Jean Bogaerts (Bel) - 2 Daniel Tailleu (Bel) - 3 Jean Lesage (Bel) - 4 Jean Breuer (Bel) - 5 Frans Gielen (Bel)                        | - 6 Félix Adriano (Fra) - 7 Francis Fricker (Fra) - 8 Antoine Giauna (Fra) - 9 Émile Rol (Fra) - 30 Miguel Fombellida (Esp)                  | - 11 Celestino Camilla (Ita) - 12 Dominique Zanti (Ita) - 13 Saverio Montuori (Ita) - 14 Roberto Vercellone (Ita) - 15 Natalino Arata (Ita) |
| Agris Radio | Insecticidas ZZ | Veloz Sport Balear |
| - 17 Victorio Ruiz (Esp) - 18 Julián Aguirrezabal (Esp) - 19 Pastor Rodríguez (Esp) - 20 Manuel Rodríguez (Esp) - 43 Joaquín Jiménez (Esp) | - 21 Dalmacio Langarica (Esp) - 22 Antonio Martín Eguia (Esp) - 23 Francisco Masip (Esp) - 24 Félix Vidaurreta (Esp) - 25 Jesús Loroño (Esp) | - 26 Bernardo Capó (Esp) - 27 Miguel Gual (Esp) - 28 Antonio Gelabert (Esp) - 29 Alejandro Fombellida (Esp) - 31 Gabriel Palmer (Esp)       |
| Casa Galindo | Udsans-Portaminas | Digame |
| - 16 Julián Berrendero (Esp) - 32 Joaquín Olmos (Esp) - 33 Manuel Costa (Esp) - 34 Juan Gimeno (Esp) - 35 Agustín Miró (Esp)               | - 36 Bernardo Ruiz (Esp) - 37 Emilio Rodriguez (Esp) - 38 José Serra Gil (Esp) - 39 José Pérez Llácer (Esp) - 40 Ricardo Ferrándiz (Esp)     | - 41 Gabriel Saura (Esp) - 42 Pedro Font Marguí (ca) (Esp) - 10 Enrique Catalá (Esp) - 44 José Lahoz (es) (Esp) - 45 José Escolano (Esp)    |
| Bicicletas Gaitan | Indépendants | |
| - 46 Andrés Morán (Esp) - 47 Senén Mesa (Esp) - 48 Senén Blanco (Esp) - 49 José López Gandara (Esp) - 50 Guillermo Peregrina (Esp)         | - 51 Cristóbal García (Esp) - 52 Tomás Calvo (Esp) - 53 Mateo Coll (Esp) - 54 José Marco (Esp)                                               | |